# Parc Nacional de Sassen-Bünsow Land
El Parc Nacional de Sassen-Bünsow Land (en noruec: Sassen-Bünsow Land nasjonalpark) es troba a l'illa de Spitsbergen, a l'arxipèlag de Svalbard, Noruega. El parc va ser inaugurat el 2003 i inclou glaceres i diverses valls erosionades per les glaceres. El caçador de foques i balenes Hilmar Nøis va construir l'estació de la caça Fredheim a la banda nord de la desembocadura del riu Sassen en aquesta àrea. Una de les cascades més altes de Spitsbergen rau a la vall d'Esker a l'interior del parc.